# Tobias Graf (Radsportler)
Tobias Graf (* 14. März 1984 in Loßburg) ist ein ehemaliger deutscher  Paracycler. Er nahm an den Paralympischen Spielen 2004, 2008 und 2012 teil.

## Karriere
Tobias Graf verlor sein linkes Bein im Alter von zehn Jahren bei einem Unfall. Mit 16 Jahren nahm er an seiner ersten deutschen Meisterschaft im Paracycling teil. Seine ersten internationalen Erfolge konnte er bei den Paralympics 2004 in den Bahnradsportdisziplinen Einerverfolgung (Silber) und Zeitfahren (Bronze) erzielen.
In den folgenden Jahren konnte Graf sich in der internationalen Spitze festsetzen und bei folgenden Weltmeisterschaften und Paralympischen Spielen weitere Medaillen erringen. Höhepunkt seiner Karriere war der Gewinn der Goldmedaille im Zeitfahren am 5. September 2012 bei den Paralympics 2012 in London.
Nach dem Gewinn einer Bronzemedaille bei den UCI-Straßen-Weltmeisterschaften 2013 im kanadischen Baie-Comeau zwang ihn ein Knorpelschaden im Knie zum Ende seiner Karriere. Er arbeitet heute als Technischer Zeichner.

## Erfolge (Auswahl)
2004
- Sommer-Paralympics 2004 – 3000 m Einzelverfolgung
- Sommer-Paralympics 2004 – 1000 m Zeitfahren

2006
- Weltmeisterschaft – 1000 m
- Weltmeisterschaft – 3000 m Straßenrennen

2007
- Weltmeisterschaft – Straßenrennen
- Weltmeisterschaft – 3000 m Bahn

2008
- Sommer-Paralympics 2008 – Einer-Verfolgung 3000 m

2009
- Weltmeisterschaft – Bahn Verfolgung
- Weltmeisterschaft – Straße Zeitfahren
- Weltmeisterschaft – Bahn Zeitfahren

2011
- Weltmeisterschaft – Straßenrennen
- Weltmeisterschaft – Bahn Zeitfahren

2012
- Sommer-Paralympics 2012 – Zeitfahren
- Sommer-Paralympics 2012 – 3000 m Bahn
- Sommer-Paralympics 2012 – 1000 m Bahn
- Weltmeisterschaft – Zeitfahren

2013
- Weltmeisterschaft – Straßenrennen